# Vignoble du Mâconnais

Les vignobles du Mâconnais.

Le vignoble du Mâconnais, ou vignoble de Mâcon, est une zone de production viticole située dans le département de Saône-et-Loire. Il s'étend à l'ouest de Tournus à Mâcon, soit sur une cinquantaine de kilomètres. Il s'agit d'une des subdivisions du vignoble de Bourgogne (avec la Basse-Bourgogne, la côte de Nuits, la côte de Beaune et la côte chalonnaise).   
Les mâcons désignent par extension les différents vins produits sur la côte, notamment sous l'appellation mâcon.

## Appellations et dénominations
La principale appellation est le mâcon, comprenant la dénomination villages pour laquelle le nom de la commune d'origine peut être adjoint à celui de mâcon pour les vins récoltés à l'intérieur de l'aire délimitée sur le territoire de quarante-et-une communes. Il s'agit en général des meilleures expositions et des terrains argilo-calcaires. 
Outre les mâcons et les appellations régionales (bourgogne, bourgogne aligoté, bourgogne-mousseux, coteaux-bourguignons, bourgogne-passe-tout-grains et crémant de Bourgogne), le vignoble mâconnais produit cinq appellations d'origine contrôlée situées pour quatre d'entre eux dans le sud de ce vignoble :
- pouilly-fuissé ;
- pouilly-vinzelles ;
- pouilly-loché ;
- saint-véran ;
- viré-clessé.

## Géographie
| Communes viticoles du vignoble de Mâcon | Communes viticoles du vignoble de Mâcon | Communes viticoles du vignoble de Mâcon | Communes viticoles du vignoble de Mâcon | Communes viticoles du vignoble de Mâcon |
| --------------------------------------- | --------------------------------------- | --------------------------------------- | --------------------------------------- | --------------------------------------- |
| Azé                                     | Bray                                    | Berzé-la-Ville                          | Berzé-le-Châtel                         |                                         |
| Bissy-la-Mâconnaise                     | Burgy                                   | Bussières                               | Chaintré                                |                                         |
| Chânes                                  | La Chapelle-de-Guinchay                 | Chardonnay                              | Charnay-lès-Mâcon                       |                                         |
| Chasselas                               | Chevagny-les-Chevrières                 | Clessé                                  | Crêches-sur-Saône                       |                                         |
| Cruzille                                | Davayé                                  | Fuissé                                  | Grevilly                                |                                         |
| Hurigny                                 | Igé                                     | Leynes                                  | Loché                                   |                                         |
| Lugny                                   | Milly-Lamartine                         | Montbellet                              | Péronne                                 | Plottes                                 |
| Pierreclos                              | Prissé                                  | Pruzilly                                | La Roche-Vineuse                        |                                         |
| Romanèche-Thorins                       | Saint-Amour-Bellevue                    | Saint-Gengoux-de-Scissé                 | Saint-Symphorien-d'Ancelles             |                                         |
| Saint-Vérand                            | Serrières                               | Sologny                                 | Solutré-Pouilly                         | Vergisson                               |
| Verzé                                   | Vinzelles                               | Viré                                    | Uchizy                                  |                                         |

### Géologie

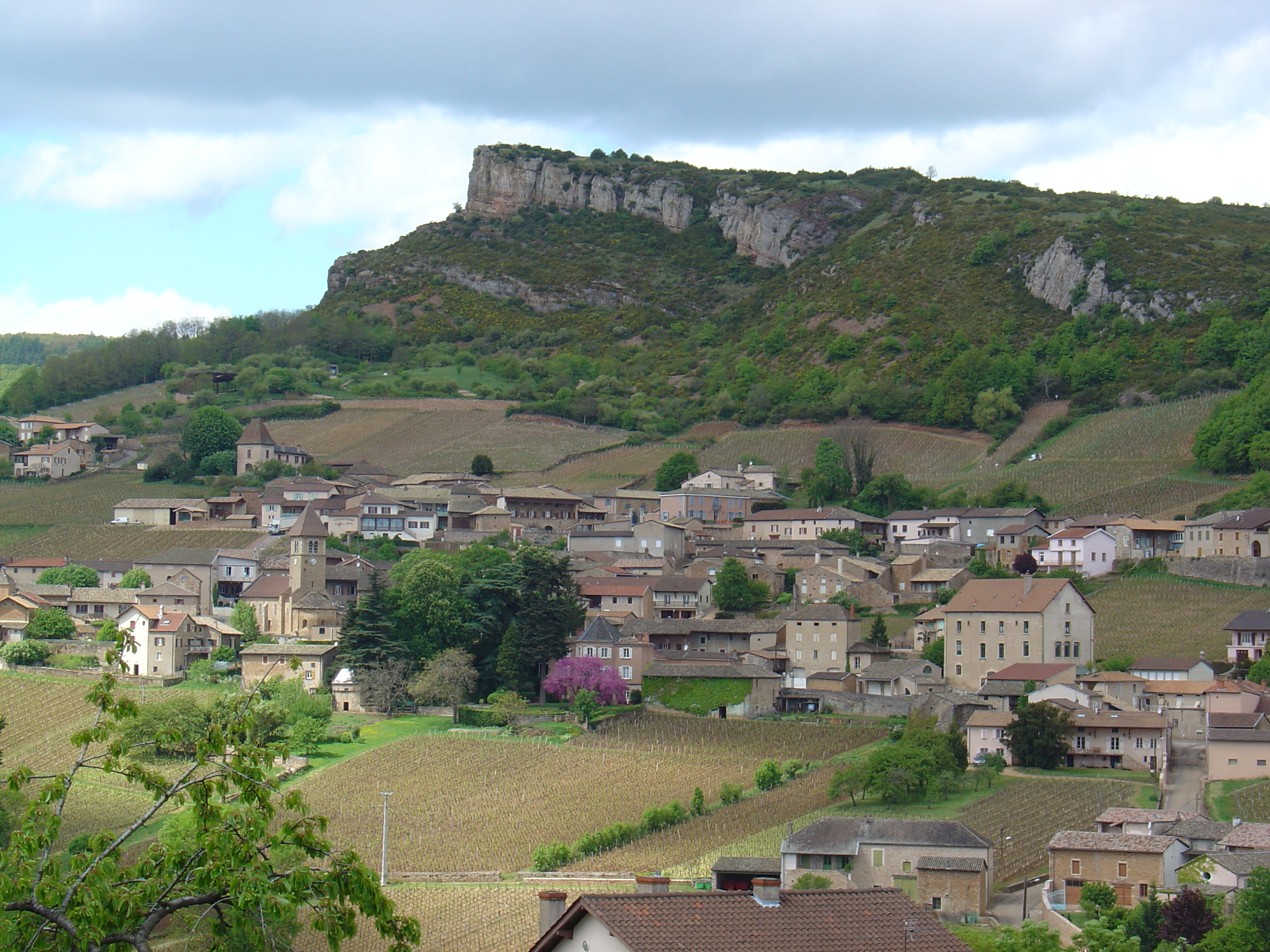
Le vignoble au pied de la roche de Solutré.

Les monts du Mâconnais ont pour origine l'effondrement de la plaine de la Saône : ils en marquent la limite occidentale, dans le prolongement des affleurements calcaires de la côte d'Or (côte de Nuits et côte de Beaune) et de la côte chalonnaise.
Les couches penchent vers l'est et forment plusieurs blocs monoclinaux (c'est-à-dire non plissés). Par le jeu de l'érosion, cette disposition a mis en relief les parties les plus dures, tandis que les formations les plus tendres se creusaient en sillons orientés sud-sud-ouest nord-nord-est. Le Mâconnais est donc une succession de compartiments comportant la même série de formations géologiques de l'ouest vers l'est : Paléozoïque, puis le Trias, ensuite le Jurassique, pour finir par des formations tertiaires disposées en synclinal, le tout recouvert dans les fonds de vallée par des alluvions.
Le socle granitique apparaît d'abord le long de la bordure occidentale des monts du Mâconnais, formant les sommets du mont Saint-Romain et du mont de Mandé ; il réapparaît ensuite au mont de la Péralle (sur le territoire de Lugny) ; enfin il devient majoritaire au sud, au-delà d'une faille est-ouest empruntée par la rivière l'Arlois, qui fait limite avec le Beaujolais. Le granite est recouvert vers l'est par du grès du Trias, puis par des marnes et des calcaires du Jurassique (roche de Solutré et roche de Vergisson).

### Climatologie
Le climat du Mâconnais est tempéré de type océanique, avec de légères tendances continentale (un peu plus sec, avec des hivers un peu plus froids) et subméditerranéenne (bon ensoleillement et été plus chaud). En raison de l'actuel changement climatique, les vendanges sont souvent plus précoces de quelques jours (le débourrement, la floraison et la véraison de la vigne se faisant plus tôt).
Pour la station météorologique de Charnay-lès-Mâcon (à 219 mètres d'altitude, en bordure de l'aérodrome : 46° 17′ 40″ N, 4° 47′ 40″ E), les valeurs climatiques sont :
| Mois                              | jan. | fév. | mars  | avril | mai   | juin  | jui.  | août  | sep.  | oct.  | nov. | déc. | année   |
| --------------------------------- | ---- | ---- | ----- | ----- | ----- | ----- | ----- | ----- | ----- | ----- | ---- | ---- | ------- |
| Température minimale moyenne (°C) | −0,6 | 0,7  | 2,5   | 5,2   | 8,9   | 12,3  | 12,4  | 13,9  | 11,1  | 7,5   | 2,9  | 0,1  | 6,6     |
| Température moyenne (°C)          | 2,1  | 4    | 6,8   | 10    | 13,9  | 17,5  | 20,1  | 19,4  | 16,4  | 11,7  | 6    | 2,7  | 10,9    |
| Température maximale moyenne (°C) | 4,9  | 7,3  | 11,1  | 14,8  | 18,9  | 22,8  | 25,7  | 24,9  | 21,7  | 15,9  | 9,1  | 5,3  | 15,2    |
| Ensoleillement (h)                | 56,1 | 87,8 | 146,5 | 185,9 | 211,6 | 249,3 | 288,9 | 250,2 | 202,8 | 124,5 | 68,6 | 52,5 | 1 924,7 |
| Précipitations (mm)               | 66,3 | 60,9 | 58,7  | 69,4  | 85,9  | 74,7  | 58,1  | 77,1  | 75,7  | 71,7  | 72,7 | 70,4 | 841,4   |

| Mois                              | jan. | fév. | mars  | avril | mai   | juin  | jui.  | août  | sep.  | oct.  | nov. | déc. | année   |
| --------------------------------- | ---- | ---- | ----- | ----- | ----- | ----- | ----- | ----- | ----- | ----- | ---- | ---- | ------- |
| Température minimale moyenne (°C) | 0,7  | 1    | 3,8   | 6,5   | 10,5  | 14,1  | 15,9  | 15,4  | 11,7  | 8,6   | 4,2  | 1,5  | 7,8     |
| Température moyenne (°C)          | 3,5  | 4,6  | 8,5   | 11,7  | 15,7  | 19,5  | 21,5  | 21,1  | 17    | 12,7  | 7,4  | 4,1  | 12,3    |
| Température maximale moyenne (°C) | 6,3  | 8,3  | 13,2  | 16,8  | 20,8  | 24,8  | 27,1  | 26,9  | 22,3  | 16,9  | 10,5 | 6,7  | 16,7    |
| Nombre de jours avec gel          | 13,2 | 11,7 | 4,7   | 0,7   | 0     | 0     | 0     | 0     | 0     | 0,8   | 4,3  | 11,2 | 46,6    |
| Ensoleillement (h)                | 61,6 | 96   | 163,7 | 191,7 | 216,5 | 249,1 | 274,9 | 251,1 | 194,8 | 120,3 | 71,3 | 52,1 | 1 943,1 |
| Précipitations (mm)               | 58,1 | 48,9 | 49,1  | 65,5  | 75,7  | 69,8  | 72,2  | 72,6  | 71,1  | 91,1  | 92,8 | 66,7 | 833,7   |

| Diagramme climatique                                  |          |             |             |              |              |              |              |              |             |             |            |
| J                                                     | F        | M           | A           | M            | J            | J            | A            | S            | O           | N           | D          |
| 6,30,758,1                                            | 8,3148,9 | 13,23,849,1 | 16,86,565,5 | 20,810,575,7 | 24,814,169,8 | 27,115,972,2 | 26,915,472,6 | 22,311,771,1 | 16,98,691,1 | 10,54,292,8 | 6,71,566,7 |
| Moyennes : • Temp. maxi et mini °C • Précipitation mm |          |             |             |              |              |              |              |              |             |             |            |

### Encépagement
- Vins blancs : chardonnay
- Vins rouges et rosés : pinot noir et / ou gamay

## Histoire

### Claude Brosse
Claude Brosse, viticulteur à Charnay-lès-Mâcon, est né en 1656, probablement fils d'André Brosse et de Pierrette Dubief est celui qui, en vendant du vin de Mâcon à Louis XIV, aurait permis au vignoble du Mâconnais de bénéficier d'une grande renommée. Son histoire est ainsi résumée, en 1910, dans un rapport sur l'exposition franco-britannique « C'était en l'année 1660, un dimanche, au cours d'une cérémonie religieuse célébrée dans la chapelle de Versailles : le roi ayant remarqué un homme qui semblait se tenir debout alors que tout le monde était agenouillé lui envoya un de ses officiers pour le rappeler à plus de piété ; mais l'officier constata que l'homme était agenouillé et cet incident fit désirer au roi de voir ce géant. Il lui fut amené à l'issue de la cérémonie : c'était un vigneron mâconnais nommé Claude Brosse, venu avec un char traîné par deux bœufs pour présenter des vins à la cour. Louis XIV s'empressa de goûter ces vins. Il les apprécia et fit de Claude Brosse son fournisseur. »
L'histoire est restée dans la mémoire collective. Elle est fréquemment citée, par exemple, dans le livre Journal de la Bourgogne des origines à nos jours ou l'article consacré à Claude Brosse, intitulé « Un vigneron à l'assaut de la capitale ».
Un éco-lycée, l'EREA-LEA de Charnay-lès-Mâcon, porte le nom de Claude Brosse.
La propriété Brosse abrite toujours des caves voûtées situées dans la commune Charnay-lès-Mâcon.
En hommage à Claude Brosse, la commune de Chasselas organise chaque année une fête du char à bœufs.

### Veille de la Révolution
Un siècle plus tard, au moment où éclate la Révolution, le Mâconnais possède un terroir qui est essentiellement viticole. Le vignoble, à cette époque, est plus étendu que de nos jours. Ses vins blancs sont déjà célèbres. La culture de la vigne est favorisée par la hausse générale du niveau de vie entraînant une plus grande consommation de vin. Quant à l'amélioration du réseau routier, il ouvre des débouchés nouveaux, et pas seulement en direction des villes de Paris et Lyon mais aussi vers les pays de la Loire.

### Phylloxéra

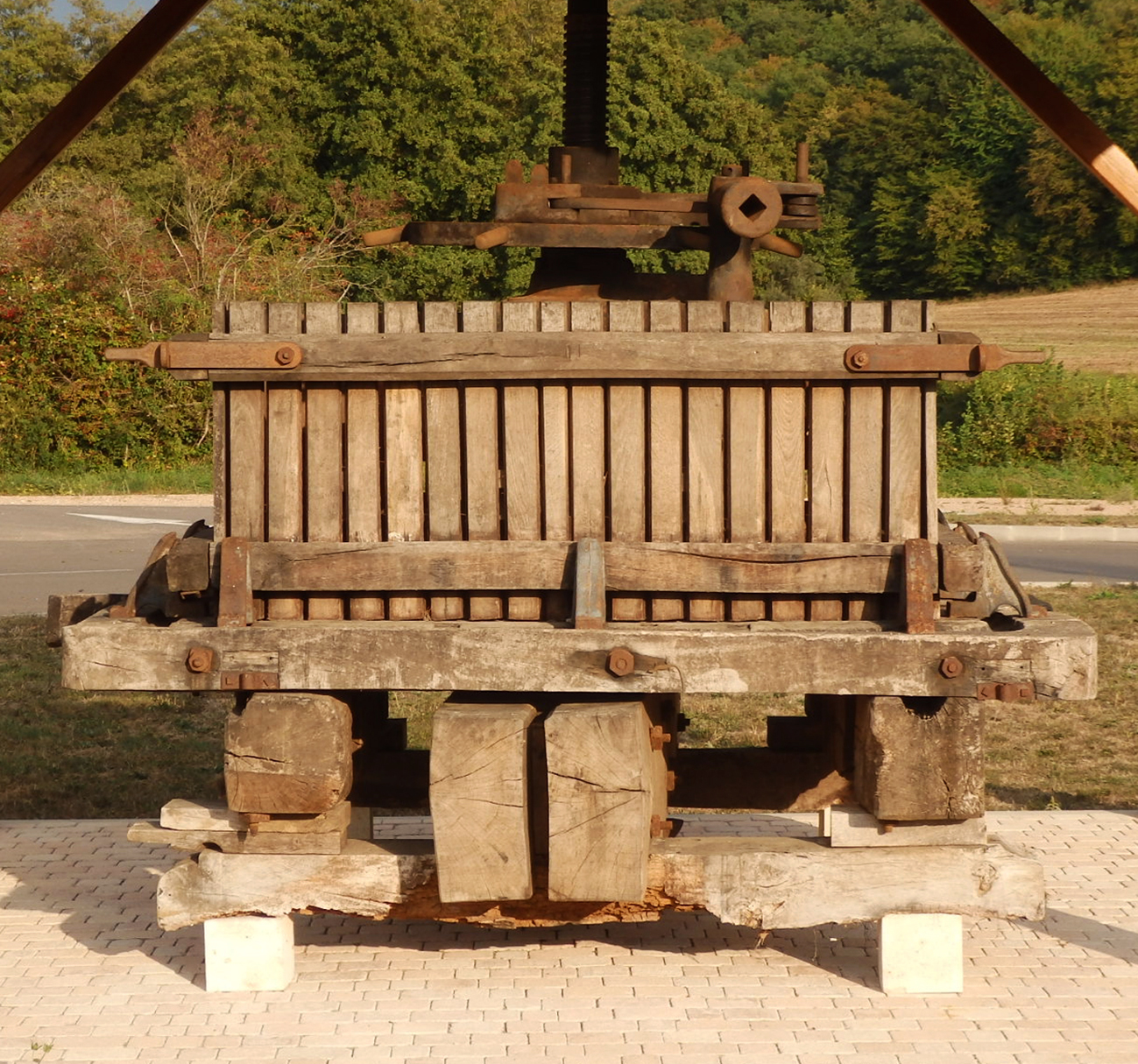
Nombreux sont les pressoirs anciens désormais exposés au bord des routes pour témoigner de la tradition viti-vinicole en Mâconnais. Ici, celui visible à Lugny.

« Autour de 1886, un minuscule insecte, le phylloxéra, venant d'Amérique, suçait les racines de la vigne, les ceps épuisés perdaient leur vigueur, devenaient improductifs, malgré l'utilisation de sulfure de carbone. Il fallut se résoudre à arracher. De cette triste période on garde le souvenir de nombreuses personnes obligées, pour subvenir aux besoins de leur famille, de partir dans le Midi, l'Algérie ou dans les grandes villes, dans les mines, partout où on trouvait du travail. Sont restés pourtant ceux qui possédaient en propriété quelques coupées de vigne, leur maison, de vieux parents, et ils ont réussi l'impossible. La Société d'agriculture et de viticulture détachée de l'Académie de Mâcon se pencha sur le problème, l'étudia. Il fallait remplacer l'ancien vignoble par des vignes greffées résistantes au phylloxéra. Un greffon gamay ou de chardonnay était fixé sur un porte-greffe de vigne américaine. Après de nombreuses réunions, on organisa des écoles de greffage. » a raconté un habitant de Saint-Gengoux-de-Scissé (en Haut-Mâconnais), Alphonse Grosbon.

## Concours des vins

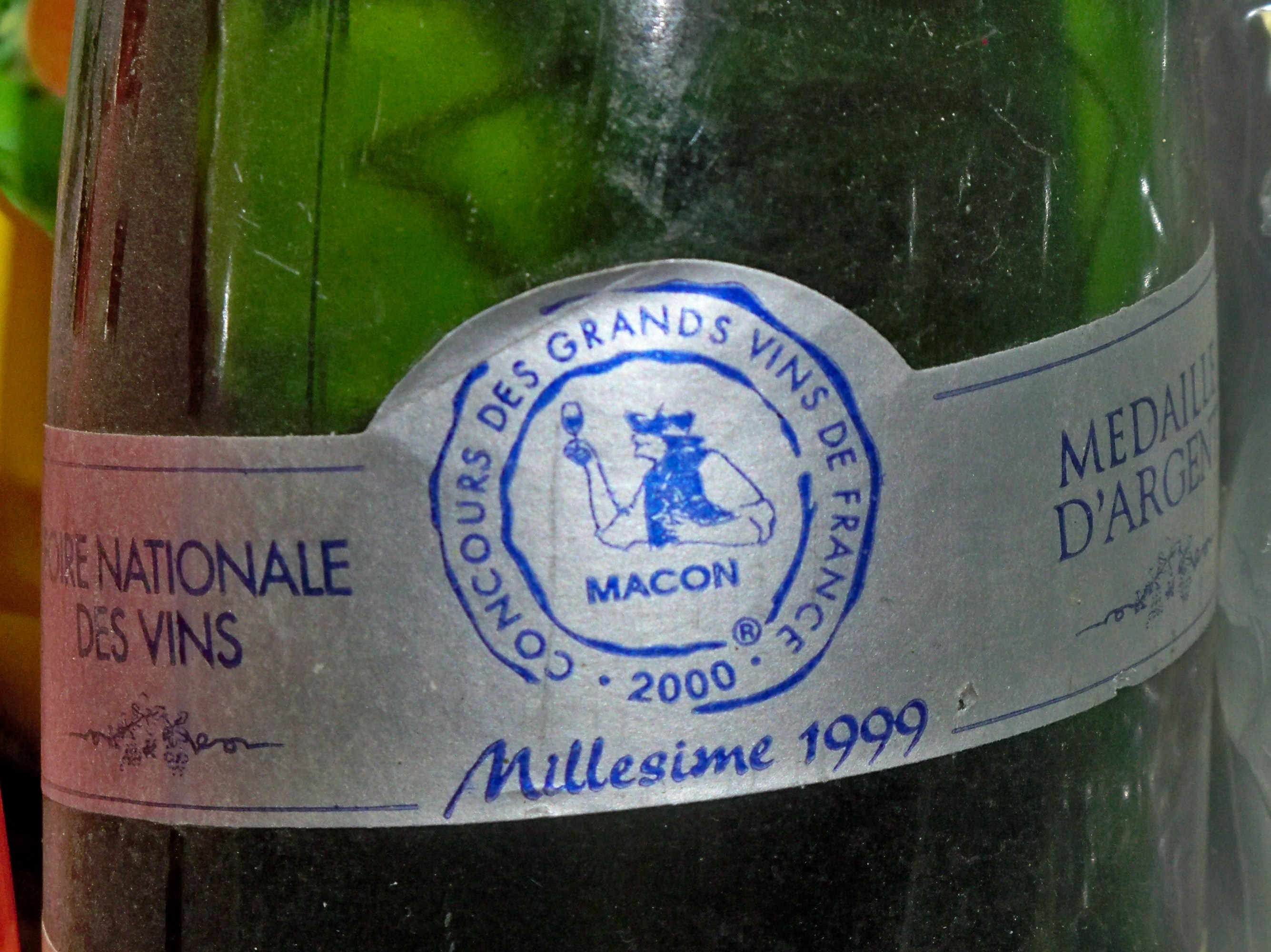
Médaille d'argent au Concours national des vins de Mâcon.

Parmi les plus importants concours récompensant chaque année les vins issus du vignoble du Mâconnais figurent :
- le Concours général agricole (section vin), organisé chaque année à Paris ;
- le Concours national des vins de Mâcon, consistant en une dégustation annuelle de vins, avec l'attribution de médailles pour les meilleurs vins, de toutes les régions viticoles françaises.

Existe aussi le Concours des vins du Mâconnais et du Beaujolais Saint-Vincent, organisé par la Société d’agriculture et de viticulture de l’arrondissement de Mâcon (sous le patronage du préfet de Saône-et-Loire, du président du conseil départemental de Saône-et-Loire et du maire de Mâcon, du lycée viticole et agronomique « Lucie Aubrac » de Davayé, du Bureau interprofessionnel des vins de Bourgogne, de l’Inter-Beaujolais et de la Confrérie des vignerons de saint Vincent) pour primer les meilleurs crus, sélectionnés par 500 dégustateurs parmi 1200 vins. Ce concours a tenu sa 130e édition en janvier 2023.

## Hiérarchie des prix
Le prix de vente des vignes dans l'aire d'appellation mâcon est officiellement en 2023 de 70 000 euros l'hectare en moyenne pour du blanc (variant entre 20 000 et 85 000 €), alors que pour la même appellation en rouge c'est à une moyenne de 28 000 € (de 10 000 à 35 000 €). C'est bien moins que pour les AOC voisines pouilly-loché/pouilly-vinzelles (à une moyenne de 110 000 €), viré-clessé (130 000 €), saint-véran (140 000 €) et pouilly-fuissé (260 000 €).
Pour une comparaison entre les appellations, on peut aussi prendre les prix pratiqués en vrac officiellement pour le calcul des fermages en 2023, qui fournissent une hiérarchie :
- en rouge :
  - 76,39 €/hl pour du vin de France (VSIG) rouge ;
  - 277,06 €/hl pour du mâcon rouge ;
  - 282,91 €/hl pour du passe-tout-grains ;
  - 302,34 €/hl pour du coteaux-bourguignons ;
  - 526,19 €/hl pour du bourgogne rouge ;
- en blanc :
  - 87,32 €/hl pour du vin de France blanc ;
  - 312,97 €/hl pour du bourgogne aligoté ;
  - 402,62 €/hl pour du bourgogne blanc ;
  - 413,35 €/hl pour du mâcon blanc ;
  - 584,53 €/hl pour du viré-clessé ;
  - 665,41 €/hl pour du saint-véran ;
  - 716,36 €/hl pour du pouilly-loché ;
  - 728,13 €/hl pour du pouilly-vinzelles ;
  - 961,21 €/hl pour du pouilly-fuissé.

Les prix dans le commerce sont évidemment bien plus élevés, variant considérablement en fonction du nom du producteur.